# Ateneo Mercantil de Valencia
El Ateneo Mercantil de Valencia es una institución cultural de Valencia, España, fundada en 1879 por Estanislao García Monfort y, entre otros, por Eduardo Pérez Pujol, uno de los defensores del neogremialismo que trató de reunir los dependientes de comercio de la ciudad de Valencia.

## Historia
La institución nace el 23 de marzo de 1879 para “atender las necesidades culturales y de formación, en su profesión, de los empleados del comercio”. En sus 139 años de vida, se ha consolidado como una de las instituciones de referencia de la sociedad civil valenciana, en materia cultural, mercantil y de ocio.
Fruto de la intensa actividad que ha desarrollado a lo largo de su historia, siempre ha mostrado su compromiso con el bienestar y la solidaridad con las personas. La cercanía a su entorno le permitió recibir la Medalla de Oro de la ciudad del Excmo. Ayuntamiento de Valencia en 1960. Además, fue declarada Entidad de Utilidad Pública por el Consejo de Ministros de España en 1970 y la Junta Municipal de la Ciutat Vella le otorgó su máximo reconocimiento por la labor social llevada a cabo con la ciudadanía en 2014, así como la Medalla de Oro al Mérito del Trabajo.
Reconocimientos que ponen de manifiesto la enorme vitalidad de una institución que organiza infinidad de actividades culturales. El Ateneo Mercantil fue impulsor de las Escuelas de Comercio, del Bolsín de Corredores (La Bolsa), la Cámara de Comercio, la Escuela Oficial de Idiomas, las Ferias de Muestras, el trasvase de aguas hasta la conservación de la monumentalidad y la Solución Sur para la defensa de la ciudad con la obra del Puerto. Asimismo, hizo nacer obras tan dispares como la Sociedad Valenciana de Tranvías, la primera emisora de radio de la ciudad, la conexión ferroviaria Madrid-Cuenca, la actual Junta Central Fallera o la Asociación Valenciana de Caridad.
Hay que destacar la labor del Ateneo Mercantil cuando organizó la Exposición Regional Valenciana de 1909, motor de la industria y el comercio valenciano del siglo XIX y siglo XX y de la que quedan huellas tan significativas como el Himno Regional. La Exposición Regional Valenciana fue posible al impulso de su presidente, Tomás Trénor y Palavicino. Poco después el presidente fue Adolf Beltrán e Ibáñez, una de las cabezas del Partido de Unión Republicana Autonomista, que dominaba la alcaldía de Valencia. Durante el periodo de la guerra civil española llevó el nombre de Ateneo Popular Valenciano. Después del conflicto, fue prohibido desde 1939 a 1950.

## Actualidad
Desde 1950, el Ateneo ha sido declarado de Utilidad Pública y tiene su sede en la Plaza del Ayuntamiento. Cuenta con cerca de 4.000 socios. Mención especial merece su excepcional colección privada de libros y manuscritos. Desde 1935, su biblioteca ha sido uno de los grandes activos en la formación de estudiantes e investigadores de la provincia de Valencia y que pone de manifiesto su vocación de servicio a la sociedad.
Dispone en su Biblioteca casi 53.000 volúmenes, algunos de ellos con un gran valor histórico, como varios incunables de San Vicente Ferrer. Además, el Ateneo Mercantil alberga una hemeroteca con más de 860 títulos de periódicos distintos desde 1790 a la actualidad. Posee también una buena pinacoteca entre cuyos fondos se encuentran las pinturas procedentes de la casa que fue del fotógrafo Antonio García Peris, suegro de Sorolla, realizadas por el pintor Antonio Cortina Farinós.
Hoy en día lo dirige Carmen de Rosa Torner que, en 2013, se convirtió en la primera mujer en presidir el Ateneo Mercantil. Es licenciada en Derecho y master en Gestión Ambiental y Desarrollo sostenible por la Universidad de Valencia. Funcionaria de la Generalitat y trabaja en la Consellería de Justicia, Administraciones Públicas, Reformas Democráticas y Libertades Públicas. Forma parte de la Junta Directiva del Ateneo Mercantil desde 2005, como vicesecretaria segunda (2005-07), vicesecretaria primera (2007-08), secretaria general de la institución (2008-12). Desde su mandato ha tenido una muestra inequívoca de su compromiso de apertura y modernización, recuperando la esencia que dio origen al Ateneo Mercantil.

## Futuro

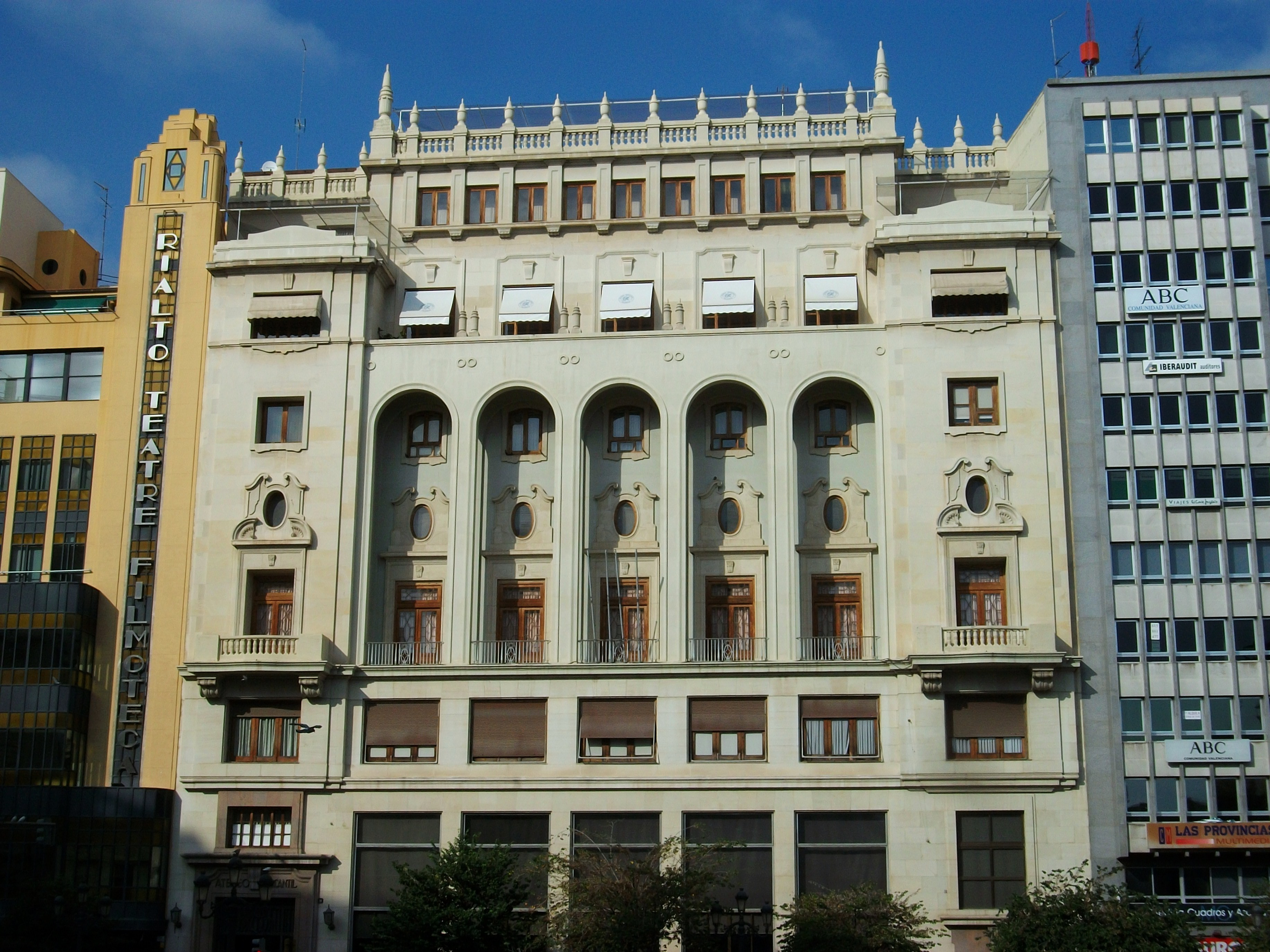
Edificio del Ateneo Mercantil, situado en la Plaza del Ayuntamiento de la ciudad de Valencia

En los últimos años se ha aumentado la masa social y el interés por el Ateneo Mercantil, recuperando la esencia que dio lugar a la institución, la amplia propuesta cultural que nace en gran medida, por la enorme participación de los socios, y el interés de otros colectivos o empresas, que desean celebrar sus eventos en la institución. 
Las propuestas de arte, cultura, ocio, visitas culturales y viajes, completan el variado abanico de actividades que se llevan a cabo. Cuenta con un Aula Formativa y la Cátedra Ateneo. 
El Ateneo Mercantil ha mejorado de manera notable sus instalaciones y es uno de los lugares de referencia para albergar eventos en el centro de Valencia. Ello ha permitido disponer de una economía más saneada y afrontar mayores retos del futuro. La institución está en permanente contacto con otras instituciones valencianas, en el deseo de fortalecer las tradiciones y señas de identidad como valencianos. 
La entidad ateneísta ha estado, está y estará presente en los principales hitos de la ciudad de Valencia, como es el caso del ExpoForum 2019 que organiza junto al Ayuntamiento de Valencia, la Generalitat y Les Corts. El Ateneo Mercantil es uno de los motores del impulso de la sociedad civil.

## Listado de Presidentes
1. Virgilio Beltrán Ibáñez (1879)
2. Fernando Ibáñez Cebrián (1881)
3. Juan Janini (1882)
4. Estanislao García Monfort (1883)
5. Mercedes Sánchez de León Valbuena (1894)
6. Alberto Oliag Irla (1896)
7. José Ilario Ortells (1897)
8. Ramón de Castro Artacho (1898)
9. Bernardo Gómez Igual (1900)
10. Eugenio Burriel Gisbert (1900)
11. Antonio Montesinos Garcerá (1901)
12. Rafael Conejos de la Llave (1903)
13. Leonardo Sanz Cases (1906)
14. Tomás Trenor Palavicino -Primer Marqués del Turia- (1908)
15. Ricardo Serrano Chassaing (1914)
16. Eugenio Miquel Madaleno (1921)
17. Eduardo Berenguer Vilanova (1922)
18. Adolfo Beltrán Ibáñez (1923)
19. Mariano Gómez González (1924)
20. Rafael Berttoloty Ruiz (1929)
21. Ricardo Samper Ibáñez (1930)
22. Enrique Bastit García (1936)
23. Tomás Trenor Azcárraga -Segundo Marqués del Turia- (1946)
24. Vicente Iborra Gil (1952)
25. Joaquín Maldonado Almenar (1955)
26. Mauro Guillem Prats (1963)
27. José Antonio Perelló Morales (1969)
28. José Tortosa Galbis (1975)
29. Joaquín Muñoz Peirats (1977)
30. Pedro Pérez Puchal (1981)
31. Filiberto Crespo Samper (1985)
32. José Joaquín Viñals Guimerá (1988)
33. Francisco Sanchis Jiménez (1991)
34. José Manuel Botella Crespo (1997)
35. Carmen de Rosa Torner (2013)